# Salut les copains (émission de radio)
Pour les articles homonymes, voir Salut les copains et SLC.
Salut les copains (abrégé en SLC) est une émission de variétés radiophonique (pop) lancée le 19 octobre 1959 sur Europe 1 par Frank Ténot et Daniel Filipacchi (sur une idée de Jean Frydman).
Le titre de l'émission est emprunté à la chanson de Gilbert Bécaud, sortie en 1958 et dont le texte est signé Pierre Delanoë, à l'époque directeur des programmes d'Europe n°1 avec Lucien Morisse.

## Histoire

### Première formule
Salut les copains est lancée durant l'été 1959 (première émission le 24 septembre 1959 de 18 h à 18 h 30) sous forme hebdomadaire, le jeudi, jour alors sans école, et dure une demi-heure. La présentatrice, Cindy, originaire des États-Unis, s'adresse à son chat pour présenter une sélection de disques, pas encore issus du mouvement yéyé. Daniel Filipacchi (dit Onc' Dan) remplace assez rapidement le chat, puis se retrouve unique animateur après que Cindy fut retournée aux États-Unis.

### Seconde formule
L'émission passe dès le 19 octobre de la même année 1959 à une fréquence quotidienne, du lundi au vendredi entre 17 h et 19 h. Les lycéens couraient, à la sortie des classes, pour aller écouter leur émission sur leur petite radio transistor. Elle aurait réuni jusqu'à 40 % des 12-15 ans.
Ce succès est relayé par le magazine mensuel Salut les copains, lancé en juillet 1962. Il va vite s'avérer être un vrai phénomène de presse avec une diffusion de l'ordre d'un million d'exemplaires. Puis, le pendant féminin Mademoiselle Âge tendre sera lancé. Pour le duo Daniel Filipacchi - Frank Ténot, ce sera le début d'un empire de presse qui comprendra Elle, Paris Match ou Télé 7 Jours.
L'émission révèle le soir du 22 juin 1963 une puissance de mobilisation que personne n'aurait pu imaginer auparavant. Sans aucune autre promotion que quelques annonces passées les deux ou trois jours précédents au micro de SLC, faisant savoir que se tiendrait un concert gratuit avec Danyel Gérard, Les Gam's, Les Chats Sauvages avec Mike Shannon, Richard Anthony, Sylvie Vartan et surtout Johnny Hallyday en vedette place de la Nation à Paris, quelque 150 000 jeunes accourent sur les lieux. Du jamais vu. Les observateurs, journalistes, responsables du maintien de l'ordre, et même les organisateurs sont stupéfaits. L'événement entre dans l'histoire comme la « folle nuit de la Nation », prémices de mai 68. Le sociologue Edgar Morin invente alors le terme « Yé-yé » pour décrire ce phénomène générationnel dans trois articles publiés par Le Monde.
L'apogée de l'émission se situe entre 1961 et 1967. À partir de 1966, le marché de la variété musicale pour les jeunes commence à se stratifier par âges et goûts, et donc à se segmenter entre styles différents (la rivalité entre Antoine et Johnny Hallyday est à cet égard un épisode significatif). De plus, sont apparues sur les autres radios des émissions dont la concurrence se fait de plus en plus sentir. Surtout sur RTL où Minimax du Président Rosko qui importe le rythme frénétique et le ton des « radios pirates » anglaises, triomphe chez les amateurs de pop britannique, et aurait dès fin 1966 dépassé l'audience de SLC.
L'émission est déprogrammée, non dans l'indifférence générale, neuf ans après sa création, fin mars 1968, remplacée par Super SLC animée par Hubert Wayaffe et réalisée par Marie-France Brière, pendant une année. Une partie de l'équipe de SLC (le réalisateur Michel Brillié, l'assistante Sylvie Jouffa alors Roterman) va rejoindre François Jouffa puis Michel Lancelot pour la nouvelle émission du soir "Campus". Peu avant, Johnny Hallyday prononçait cette cruelle oraison funèbre : « Il vaut mieux qu'elle crève. Elle est devenue complètement ringarde. Même les enfants ne sont pas assez débiles pour l'apprécier, désormais ».

### Retour dans les années 1990
SLC-Salut les Copains revient à l'antenne au cours des années 1990, notamment lors des saisons estivales de la fin de la décennie. La présentation est assurée par Karen Cheryl. Michel Brillié fera revivre Salut les Copains le dimanche matin dans les années 1980, et l'on peut considérer Vinyl Fraise de François Jouffa, chaque après-midi de l'été 1991 à l'été 1996, comme un hommage nostalgique à l'émission devenue culte.

## Présentateurs
Outre Daniel Filipacchi et son ami associé Frank Ténot, Michel Poulain, Michel Brillié, Monty, Jean-Bernard Hébey ont présenté cette émission. La programmation et la réalisation étaient de Josette Sainte-Marie et Michel Poulain, la  publicité en direct était assurée par Annik Beauchamps (qui deviendra Madame Inter sur Radio France), puis par Madeleine Constant.

## Les rubriques deSalut les copains
Une partie du succès de l'émission, outre le ton décontracté inimitable de Filipacchi, venait du fait qu'on ne se contentait pas d'y passer simplement des disques à la suite comme sur les autres stations. Elle possédait une structure, des rubriques, un concept, devenant même un rituel incontournable apprécié par de nombreux fans :

### Le chouchou de la semaine
Diffusé en début et en fin d'émission, ainsi qu'à la reprise après la grande pause publicité de milieu d'émission, le chouchou de la semaine était un titre assuré de 15 passages aux heures de plus grande écoute pendant la semaine où il était choisi. Le passage en chouchou n'était toutefois pas une garantie de montée du disque au hit-parade. Ainsi, après l'énorme succès de Yeh Yeh par Georgie Fame, sa chanson suivante Getaway fut programmée en chouchou, mais sans pour autant devenir un « tube » comparable.

### Gros plan
Il s'agit d'un coup de projecteur sur un groupe ou un artiste dont on passait trois chansons successivement. Cette rubrique aida rapidement le public à se familiariser avec le « son » d'artistes moins connus, et ainsi à les apprécier. Il arrivait dans certains cas (par exemple les Nashville Teens) que les artistes en question fussent présents sur le plateau et interviewés par Filipacchi (sans oublier en interview live la présence des célébres Beatles en 1965).

### Coup de chapeau (coin du spécialiste)
Une même chanson était exécutée dans trois versions, et parfois dans deux langues, différentes. Les reprises de « standards » du rock ainsi que les nombreuses traductions françaises de succès anglo-américains permettaient de fournir régulièrement cette rubrique. Exemple typique : trois versions de Mercy (la version blues originale, et deux contemporaines dont celle des Rolling Stones). La rubrique Le Musée diffusait des vieux classiques datant de deux ou trois ans à peine, tant tout allait vite dans ces années-là.

### Hit Parade
Dès son lancement sur Europe nº 1 en 1959, l'émission radiophonique « Salut les Copains » a déjà sa rubrique « Hit-parade » présenté tous les jours à 17h par Daniel Filipacchi.
Voici le Hit Parade du 9 novembre 1964 radiodiffusé sur les ondes de Europe n°1 :
1. Le Pénitencier - Johnny Hallyday
2. Que c'est triste Venise - Charles Aznavour
3. Amsterdam - Jacques Brel
4. S'il fallait tout donner - Enrico Macias
5. Ce monde - Richard Anthony
6. Donna Donna - Claude François
7. Vous permettez, Monsieur ? - Salvatore Adamo
8. Cowboy - Romuald Figuier
9. Ma vie - Alain Barrière
10. L'homme en noir - Sylvie Vartan

### Flashes
Les flashes d'information de la rédaction d'Europe n°1 étaient assurés par le journaliste André Arnaud, par ailleurs auteur de la rubrique Copains Flashes dans le mensuel Salut les copains. Diffusés à 17 heures et 18 heures, ces flashes comportaient régulièrement des reportages pop ou rock de François Jouffa et ses interviews exclusives des plus grandes vedettes, comme les Beatles, les Rolling Stones, Bob Dylan ou Johnny Hallyday.

## Générique et jingles

### Générique
L'indicatif musical du premier générique de SLC a été Rat Race de Count Basie. Daniel Filipacchi était déjà le coanimateur avec Frank Ténot d'une autre émission culte d'Europe n°1, Pour ceux qui aiment le jazz, le soir, ce qui explique le choix de ce morceau. Suivit Brother Daniel, composé par l'organiste américain Lou Bennett en hommage à Daniel Filipacchi. Le titre figure sur le premier album de Lou Bennett, Amen.
L'indicatif musical qui a marqué le plus les auditeurs de l'émission a été sans doute Last Night, instrumental des Mar-Keys. Les Mar-Keys étaient le premier groupe à développer le Memphis Sound, le son des studios Stax de Memphis (Tennessee).
Une version plus « française » du riff des Mar-Keys est devenue l'indicatif de SLC en 1962 : SLC Twist d'Eddie Vartan. Les breaks du début étaient conçus pour accueillir les voix de Petula Clark, Johnny Hallyday et Sylvie Vartan.
Les modes se succédant en France, l'indicatif s'adaptait : après SLC Twist, Les Gamblers (groupe de Claude François) ont créé SLC Surf en 1964. Puis les Lionceaux ont joué SLC Jerk en 1965.
A suivi une période floue pendant laquelle l'indicatif a été joué par Bill Doggett (Hold It), puis par le David Rockingham Trio (Dawn), Lonnie Mack (Memphis), avant 1966, date de l'arrivée à l'antenne des jingles packages historiques de SLC, composés par Michel Colombier. À partir de cette période, l'indicatif reprend le thème SLC Salut les copains développé en version longue.

### Jingles
- « Daniel, Boîte Postale 150, Paris 8e » (chanté)
- « C'est chouchouuuu ! » (parlé)

### Discographie
- Salut les copains, 50e anniversaire, Les cent tubes de Salut les copains, 4 CD, Europe 1/Universal Music/éd. Montparnasse, sorti le 3 novembre 2009.
- Box collector Salut les copains, 50e anniversaire, répliques en CD de vingt 45 tours mythiques, livret, poster de la photo emblématique réalisée par Jean-Marie Périer, Europe 1/Universal Music/éd. Montparnasse, sorti le 30 novembre 2009.
- Pop Culture. Interviews et reportages de François Jouffa 1964-1970. CD produit par Europe 1 et Frémeaux & Associés (référence FA5064), sortie en 2003. Diffusées dans les flashes d'information d'André Arnaud pendant Salut les Copains, ces perles sonores sont pratiquement les seuls témoignages qui nous restent du temps des idoles des jeunes.

### Vidéographie
- Coffret Salut les copains, 50e anniversaire, 3 DVDs, Europe 1/INA/éd. Montparnasse, 2009.
- Jingles de l'émission, 120 chansons des idoles des années 1960, interviews et actualités d'époque.